# Flor Ruíz
Flor Denis Ruíz Hurtado (Pradera, 29 gennaio 1991) è una giavellottista colombiana.

## Biografia
Ruíz ha iniziato a disputare competizioni nazionali nel 2009 ed esordito internazionalmente l'anno seguente. Nel corso della sua carriera ha collezionato numerosi successi in ambito regionale, tra cui spiccano due medaglie d'oro ai Campionati sudamericaninel 2013 e nel 2017 e premi di egual valore ai Giochi sudamericani ed ai Giochi CAC entrambi nel 2014.
A livello mondiale ha preso parte ad alcune edizioni dei Mondiali e a due edizioni dei Giochi olimpici, guadagnando la finale nel corso delle Olimpiadi di Rio de Janeiro 2016.
Nel corso del 2016, a Cali, Ruíz ha migliorato il proprio record personale e nazionale e stabilito un nuovo record sudamericano del lancio del giavellotto.
Dopo anni caratterizzati da alcuni successi in campo continentale, nel 2023 sfiora il titolo mondiale ai campionati mondiali di Budapest, aggiudicandosi comunque l'argento alle spalle della giapponese Haruka Kitaguchi, facendo segnare il record sudamericano con la distanza di 65,47 metri (precedente suo record era di 63,84 m, nel 2016).

## Palmarès
| Anno | Manifestazione             | Sede           | Evento                 | Risultato | Prestazione | Note                  |
| ---- | -------------------------- | -------------- | ---------------------- | --------- | ----------- | --------------------- |
| 2010 | Sudamericani U23           | Medellín       | Lancio del giavellotto | 4ª        | 49,08 m     |                       |
| 2011 | Sudamericani               | Buenos Aires   | Lancio del giavellotto | 7ª        | 48,78 m     |                       |
| 2011 | Campionati CAC             | Mayagüez       | Lancio del giavellotto | Argento   | 54,02 m     |                       |
| 2012 | Campionati ibero-americani | Barquisimeto   | Lancio del giavellotto | Oro       | 58,21 m     |                       |
| 2012 | Giochi olimpici            | Londra         | Lancio del giavellotto | 32ª (q)   | 54,34 m     |                       |
| 2013 | Sudamericani               | Cartagena      | Lancio del giavellotto | Oro       | 60,23 m     | Record dei campionati |
| 2013 | Mondiali                   | Mosca          | Lancio del giavellotto | 23ª (q)   | 57,47 m     |                       |
| 2013 | Giochi bolivariani         | Trujillo       | Lancio del giavellotto | Oro       | 58,18 m     |                       |
| 2014 | Giochi sudamericani        | Santiago       | Lancio del giavellotto | Oro       | 60,59 m     | Record dei Giochi     |
| 2014 | Campionati ibero-americani | San Paolo      | Lancio del giavellotto | Bronzo    | 57,31 m     |                       |
| 2014 | Giochi CAC                 | Veracruz       | Lancio del giavellotto | Oro       | 63,80 m     |                       |
| 2015 | Sudamericani               | Lima           | Lancio del giavellotto | Argento   | 59,86 m     |                       |
| 2015 | Giochi panamericani        | Toronto        | Lancio del giavellotto | 5ª        | 58,08 m     |                       |
| 2015 | Mondiali                   | Pechino        | Lancio del giavellotto | 27ª (q)   | 57,25 m     |                       |
| 2016 | Campionati ibero-americani | Rio de Janeiro | Lancio del giavellotto | Oro       | 62,15 m     |                       |
| 2016 | Giochi olimpici            | Rio de Janeiro | Lancio del giavellotto | 9ª        | 61,54 m     |                       |
| 2017 | Sudamericani               | Asunción       | Lancio del giavellotto | Oro       | 61,91 m     |                       |
| 2017 | Mondiali                   | Londra         | Lancio del giavellotto | 23ª (q)   | 57,94 m     |                       |
| 2017 | Giochi bolivariani         | Santa Marta    | Lancio del giavellotto | Oro       | 62,48 m     |                       |
| 2019 | Sudamericani               | Lima           | Lancio del giavellotto | Bronzo    | 56,07 m     |                       |
| 2019 | Giochi panamericani        | Lima           | Lancio del giavellotto | 6ª        | 56,90 m     |                       |
| 2021 | Sudamericani               | Guayaquil      | Lancio del giavellotto | 5ª        | 54,10 m     |                       |
| 2022 | Giochi sudamericani        | Asunción       | Lancio del giavellotto | Oro       | 62,97 m     | Record dei Giochi     |
| 2023 | Giochi CAC                 | San Salvador   | Lancio del giavellotto | Oro       | 60,52 m     |                       |
| 2023 | Campionati sudamericani    | San Paolo      | Lancio del giavellotto | Oro       | 61,82 m     |                       |
| 2023 | Mondiali                   | Budapest       | Lancio del giavellotto | Argento   | 65,47 m     | Record sudamericano   |
| 2023 | Giochi panamericani        | Santiago       | Lancio del giavellotto | Oro       | 63,10 m     |                       |
| 2024 | Giochi olimpici            | Parigi         | Lancio del giavellotto | 5ª        | 63,00 m     |                       |